# Sam Balter
Pour les articles homonymes, voir Balter.
Samuel J. « Sam » Balter, né le 8 novembre 1909 à Détroit, dans le Michigan, décédé le 8 août 1998 à Los Angeles, en Californie, est un joueur américain de basket-ball. Il évolue au poste d'arrière.

## Palmarès
- Champion olympique 1936